# Sophie von Dönhoff
Sophie Juliane Friederike von Dönhoff (17. října 1768 Klein Beynuhnen (dnes Uljanovskoje), Východní Prusko – 28. ledna 1834 Heckelberg-Brunow) byla pruská hraběnka a manželka pruského krále Fridrich Viléma II.

## Životopis
Jejími rodiči byli hrabě Friedrich Wilhelm von Dönhoff (1723–1774) a Sophie Charlotte von Langermann (1740–1793), dcera generála Adolfa Friedricha von Langermanna.
Od roku 1789 byla Sophie von Dönhoff dvorní dámou pruské královny Frederiky Luisy. V roce 1790 se prodala za pruského krále Fridricha Viléma II., šlo o morganatický sňatek, a to přestože byl král stále ženat s královnou Frederike Luisou. Manželství uzavřeli v kapli na zámku Charlottenburgu. Sophie Juliane Friederike von Dönhoff vynikala ve hře na klavír a ve zpěvu. V roce 1792 došlo k odloučení manželů z rozdílných důvodů. Pruský král byl pod vlivem Hanse Rudolfa von Bischoffwerdera a Vilemíny Enke a Sophie von Dönhoff se snažila toto spojení oslabit, a Fridrich Vilém II. odmítal její vměšování do politických záležitostí. Následně odešla do švýcarského exilu s roční rentou 8000 tolarů. V roce 1795 po sestře zdědila panství Angermünde ve Východním Prusku. V roce 1805 získala panství Beerbaum (dnešní Heckelberg-Brunow).

## Potomci
S pruským králem měla dvě děti, dcera se narodila až ve švýcarském exilu.
- Fridrich Vilém Braniborský (1792–1850), pozdější pruský ministerský předseda
- Sophie (Julie) Braniborská (1793–1848), provdána za vévodu Ferdinanda von Anhalt-Köthen